# Allan Seiden
Allan Seiden er en amerikansk historiker, forfatter og fotograf, bosiddende i Honolulu, Hawaii.
Seiden flyttede fra New York til Honolulu I 1974, hvor han har bidraget med adskillige kulturelle værker om Hawaii øerne, hvoraf mange af hans artikler og fotografier fra øerne er blevet bragt i adskillige magasiner og aviser, nationalt og internationalt.
Seiden har modtaget flere priser og æresbevisninger for sine artikler og fotografier.